# Josefina Lamberto Ioldi
Josefina Lamberto Ioldi (Larraga 1929 - Pamplona, 7 de juny de 2022) va ser una víctima de la repressió de 1936 a Navarra, i activista a favor de la recuperació de la memòria històrica d'altres víctimes de la Guerra Civil espanyola. A Larraga, el seu pare Vicente Lamberto, sindicalista, i la seva germana Maravillas Lamberto violada als 14 anys, van ser assassinats pels rebels feixistes. Aquest fet va marcar la vida de Josefina, que aleshores tenia set anys; i en el darrer quart del segle XX esdevingué una destacada reivindicadora de la memòria dels seus familiars difunts.

## Biografia
Va néixer a Larraga l'any 1929; El seu pare, Vicente Lamberto, era un militant sindicalista de la UGT, i la seva mare, Paulina Yoldi, era mestressa de casa. Després de dues germanes grans, Josefina era la tercera filla. Van viure una vida modesta i digna a Navarra fins a l'inici de la repressió de la Guerra Civil. El 15 d'agost de 1936, el seu pare va ser assassinat pels feixistes, i la seva germana gran, Maravillas, va ser brutalment violada i assassinada. També els van robar tots els béns de la família.
La mare Paulina va quedar devastada, però va seguir sobrevivint com va poder amb la jove Josefina (aleshores de 7 anys) i la seva germana Pilar (aleshores de 10 anys). La mare va treballar primer com a captaire, i després les tres van treballar com a criades a casa d'algú del poble. En el cas de la Josefina, segons les seves declaracions, a casa del membre de la Falange Julio Redín Sanz, que havia participat en la violació i assassinat de la seva germana Marvillas.
Als 21 anys, Josefina la van enviar a ser monja i la congregació la va destinar al Pakistan a treballar en un orfenat, en què no es podia comunicar amb l'exterior. Al cap d'uns anys, va deixar de ser monja, i va afirmar que fou tractada molt malament per les institucions religioses d'aquella forma de vida. Al Pakistan, ni tan sols volien ajudar-la a aprendre els idiomes locals i es va sentir com una treballadora explotada la major part del temps. Quan va demanar tornar d'allà, perquè la seva mare estava malalta, el seu permís es va retardar i va tornar a Navarra quan la seva mare ja era morta.
Va continuar sent monja a Madrid durant 19 anys, però va seguir sent explotada laboralment, i veia que no se li permetia ni ajudar als més necessitats, així que l'any 1996, en perdre la fe, va abandonar aquella forma de vida i va tornar a Irule. Sense perdre la seva vocació d'ajuda, va viure els darrers anys a la Rruki Etxe de Pamplona, però des d'allà també va fer feina de voluntari ajudant al menjador social anomenat Paris 365.

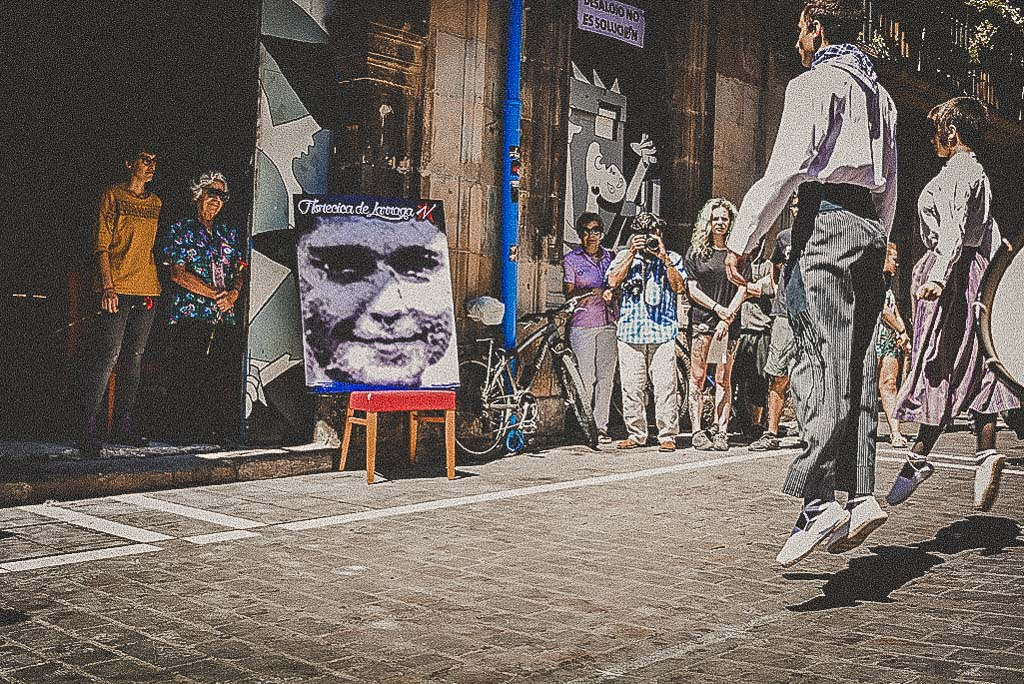
Josefina Lamberto, al costat del retrat de la seva germana Maravillas, en un homenatge celebrat a Pamplona el 2018.

La seva tasca en les últimes dècades també va ser ajudar a recuperar la memòria històrica dels represaliats a Navarra, sobretot recuperant la memòria de la seva germana violada i assassinada. Participant en els documentals Insurgencia i Florecica, per exemple.
Un any i mig després de l'estrena de Florecica, va morir el juny de 2022 a l'Erruki Etxe de Pamplona.